# Nanzen-ji

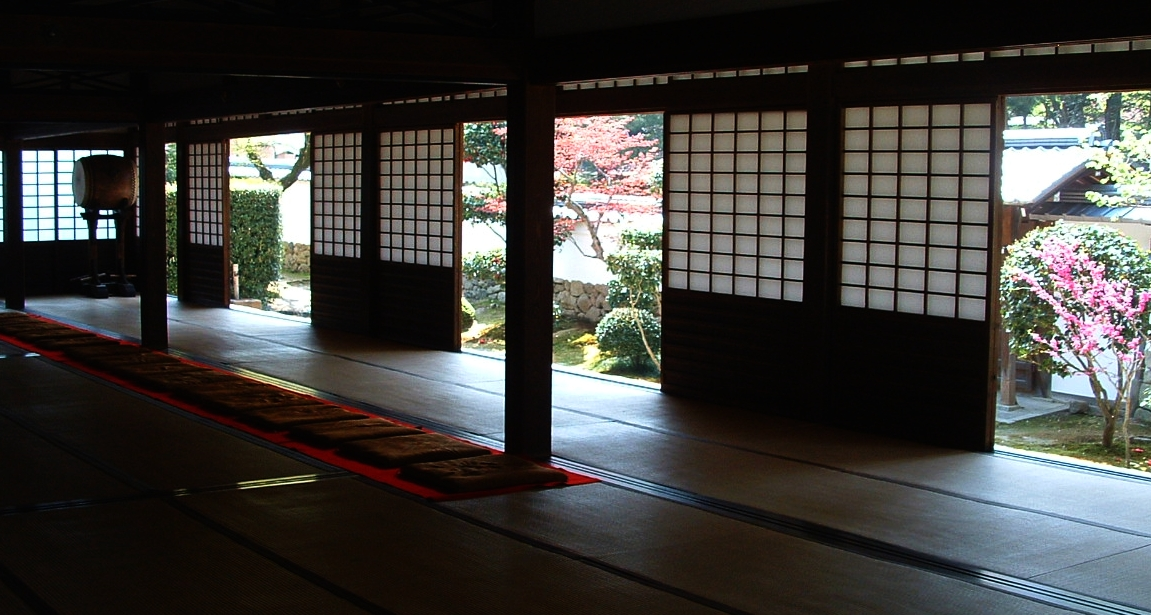
Teeraum und Zen-Garten in den Tempelanlagen

Der Nanzen-ji (jap. 南禅寺, zuvor Zenrin-ji, japanisch 禅林寺), auch Zuiryusan Nanzen-ji genannt, ist einer der bekanntesten Tempel (Haupttempel der Nanzen-Schule) des Rinzai-Zen und liegt am Fuß der östlichen Hügel von Kyōto. Das von Kian Soen (1269–1313), einem Schüler des Zen-Meisters Mugaku Sogen (1226–1286), unter der Schirmherrschaft des Kameyama-tennō errichtete Gebäude wurde im Gozan-System zu einem der einflussreichsten Rinzai-Tempel überhaupt.
Heute ein beliebter Touristenmagnet ist der Nanzen-ji vor allem seines traditionellen Gartens wegen berühmt. Der eindrucksvolle Holzbau des Haupttors (San-mon), von dessen oberster Ebene man weit über Kyōto hin sieht, weiterhin die Tiger auf den Wandschirmen (Kanō-Schule der Malerei) im Hauptgebäude (Hōjō) und das hohe Prestige der Meister, denen aufgrund der sehr traditionsbewussten Lehrmethoden auch heute noch höchste Anerkennung gezollt wird, sind mit verantwortlich für die öffentliche Wertschätzung.